# Distretto di Baixia
Il distretto di Baixia è un distretto della provincia dello Jiangsu, in Cina, sotto l'amministrazione della città di Nanchino. Ha una popolazione di 530.000 abitanti(2011) e un'area di 35 km². Situato sul fiume Qinhuai, il Distretto di Baixia ha una lunga storia e cultura. Fa parte di Nanchino ed ha ottimi trasporti e una grande crescita economica. Dopo alcuni miglioramenti ai trasporti, l'area è diventata un'elegante quartiere residenziale dotato di un'ottima rete Internet.

## Geografia antropica

### Suddivisioni amministrative
Il distretto di Baixia amministra nove sottodistretti.
They are Wulaocun, Jiankang, Hongwu, Daguang, Ruijin, Muxuyuan, Guanghua, Palazzo Chaotiano e Zhimaying. La sede dell'amministrazione del distretto è a Hongwu.